# Tania Rivera
Tania Cristina Rivera (Brasília, 7 de julho de 1969) é uma psicanalista, escritora, curadora e professora brasileira. Atualmente é professora titular da Universidade Federal Fluminense (UFF) e colaboradora nos programas de Pós-graduação em Estudos Contemporâneos das Artes (UFF), Artes da Cena (UFRJ) e Teoria Psicanalítica (UFRJ). Foi ganhadora do Prêmio Jabuti em 2014.

## Biografia
Tania se graduou em Psicologia pela Universidade de Brasília (UNB) em 1991. Obteve seu mestrado na mesma área pela Universidade Católica de Louvain (UCLouvain) em 1994, e doutorado na mesma instituição e área em 1996.
A partir de 1998, passou a atuar como professora na Universidade de Brasília, onde trabalhou até 2010. Realizou seu período de pós-doutorado em Artes Visuais na Escola de Belas Artes da Universidade Federal do Rio de Janeiro (UFRJ) em 2006.
Em 2014 foi vencedora do 56.º Prêmio Jabuti na categoria Psicologia e Psicanálise com sua obra "O avesso do imaginário: Arte contemporânea e psicanálise".  Atuou como professora visitante no Departamento de Artes Plásticas da Universidade Paris 8, em março de 2016.
Desde 2019 atua junto ao Programa de Pós-Graduação em Teoria Psicanalítica da Universidade Federal do Rio de Janeiro (PPGTP - UFRJ). É titular do Departamento de Arte e do Programa de Pós-Graduação em Estudos Contemporâneos das Artes da Universidade Federal Fluminense (UFF). Realiza pós-doutorado desde janeiro de 2023 na Universidade de Buenos Aires, cuja pesquisa resultou na elaboração da página Feminismos Sul-Sur, dentro da plataforma digital da editora N-1, dedicada a publicar textos de autoras latinas que se debruçaram sobre temas ligados ao feminismo. 
Notabilizou-se ao grande público sobretudo pela publicação de seus livros que refletem sobre as relações entre arte, sujeito e sociedade e pelas curadorias, entrevistas e conferências em instituições museais e educacionais em distintas esferas da cultura.

## Lista de Obras
- Arte e Psicanálise - 2002
- Guimarães Rosa e a Psicanálise. Ensaios sobre Imagem e Escrita - 2005
- Cinema, Imagem e Psicanálise - 2008
- Hélio Oiticica e a Arquitetura do Sujeito - 2012
- O Avesso do Imaginário. Arte Contemporânea e Psicanálise - 2012
- Fora da Imagem. (Foto)grafias - 2017
- Psicanálise - Coleção ensaios brasileiros contemporâneos FUNARTE (Organização) - 2018
- O Livro de Vidro - 2019
- Psicanálise Antropofágica (identidade, gênero e arte) - 2021
- Hélio Oiticica - Cartas - 1962 - 1970 (Organização) - 2023

## Prêmios e Homenagens
- 2014 - Vencedora do 56.º Prêmio Jabuti na categoria Psicologia e Psicanálise. [4]

## Curadoria

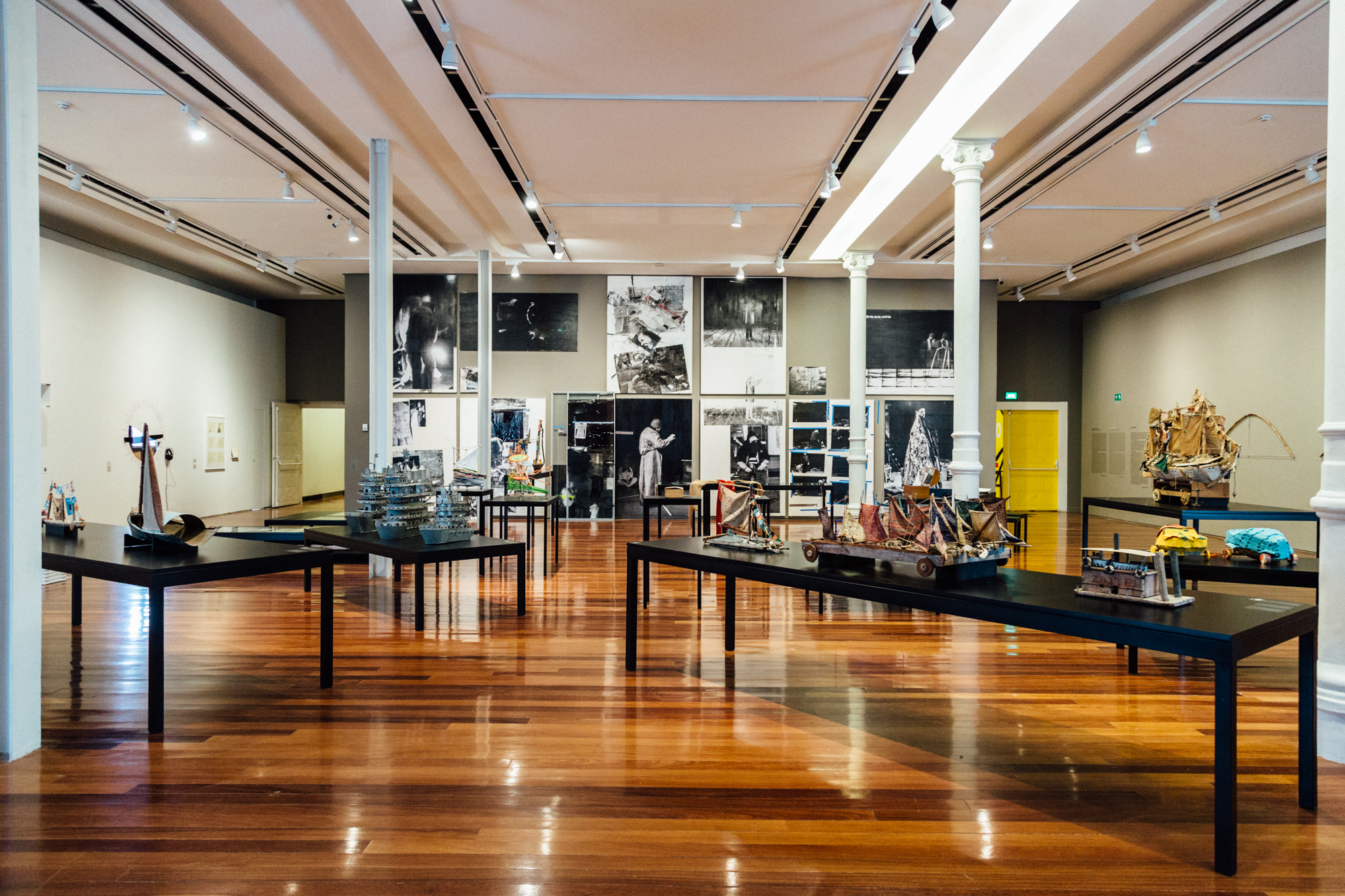
Vista panorâmica da sala 1 da exposição Lugares do Delírio no Museu de Arte do Rio (Fotografia de Elisa Mendes)

Dentre as principais curadorias realizadas por Tania Rivera, destaca-se a exposição Lugares do Delírio, concebida a partir do convite de Paulo Herkenhoff, então diretor cultural do Museu de Arte do Rio - MAR. A proposta inicial girava em torno de uma curadoria sobre arte e loucura. A exposição esteve em cartaz no MAR de fevereiro a setembro de 2017, e em seguida foi convidada a ocupar em versão modificada e ampliada o SESC Pompeia, em São Paulo, de abril a julho de 2018. O projeto fazia parte de um dos eixos curatoriais do Museu de arte do Rio, Arte e Sociedade no Brasil, que visa debater questões fundamentais para a sociedade. 
O objetivo principal de levantar naquele momento o tabu da loucura e retomar o debate em companhia da arte – que teve, como sabemos, papel fundamental para a Reforma Psiquiátrica – mostrou-se importante e mesmo urgente. O termo "delírio" surgiu em substituição à "loucura" por nomear uma espécie de interseção entre arte e psicose, e servir de motor para repensar as relações – historicamente muito ricas – entre esses campos, evitando a idealização simplista do louco como “artista” e o lugar comum que aproxima o artista do “louco”. Além disso, o termo “delírio” toma na língua corrente um sentido muito interessante de excesso, de prazer e transgressão, em uma convocação radical do corpo de cada um e do jogo que ele estabelece com outros corpos em lugares culturais do delírio – como no carnaval, por exemplo. 
A opção por “delírio”, nomeando a possibilidade de surgirem caminhos desviantes, deslocamentos em relação a padrões já estabelecidos, consiste em uma espécie de noção performativa ou metodológica, que carregaria em si uma potência de subversão política e de defesa radical da singularidade, contra toda padronização autoritária e universalizante. Na expressão Lugares do Delírio, tal dimensão se reforça ainda pela afirmação de uma pluralidade indefinida de “locais” nos quais se encontraria a potência delirante.
A mostra contou com a participação dos artistas Ana Linnemann, Anamaria Fernandes e Michel Charron, Anna Maria Maiolino, Arlindo Oliveira, Arthur Bispo do Rosário, Atelier Gaia – Museu Bispo do Rosário Arte Contemporânea, Bernardo Damasceno, Carla Guagliardi e Stella do Patrocínio, Carlos Bevilacqua, Casa Verde e André Abu-Merhy, Cia. Teatral Ueinzz e Pedro França, Cildo Meireles, Cláudio Paiva, Clóvis, Dias & Riedweg, Dora Garcia, Dudu Mafra, Fernand Deligny, Fernando Diniz, Fernando Lima, Geraldo Lúcio Aragão, Gina Ferreira, Gustavo Speridião, Grupo Arte e Cuidado, Jessica Gogan e Daniel Leão, Hélio Carvalho, João Jordão da Silva, José Bechara, Laura Lima, Leonilson, Livia Flores, Luis Guides, Luiz Carlos Marques, Lula Wanderley, Lygia Clark, Marc Pataut, Marcelo Masagão e Andrea Menezes, Mathilde Monnier, Maurício Flandeiro, Miriam Chnaiderman, Natália Leite, Raphael Domingues, Ricardo Alves Júnior, Rodrigo Paglieri, Solon Ribeiro e Wlademir Dias-Pino. 